# Ровањска
Ровањска (хрв. Rovanjska) је насељено место у општини Јасенице, Задарска жупанија, Хрватска.

## Историја
До територијалне реорганизације у Хрватској била је у саставу старе општине Обровац. Као самостално насељено место, Ровањска постоји од пописа 2021. године. Настала је издвајањем дела из насеља Јасенице.

## Становништво
На попису становништва из 2021. године, Ровањска је имала 291 становника.
| Број становника према пописима |
| ------------------------------ |
| 2021                           |
| 291                            |

Напомена: На попису становништва 2021. настала издвајањем дела из насеља Јасенице. Подаци од 1857. до 2011. садржане су у насељу Јасенице.